# Підлісне (Сіверськодонецький район)
Підлісне — село в Україні, у Лисичанській міській громаді Сіверськодонецького району Луганської області. Населення становить 491 осіб.

## Населення
За даними перепису 2001 року населення селища становило 491 особу, з них 63,14% зазначили рідною українську мову, а 36,86% — російську.

## Історія
21 червня 2022 року у результаті повномасштабного вторгнення РФ в Україну селище опинилося під тимчасовою окупацією військами РФ.